# (39734) Marchiori
(39734) Marchiori est un astéroïde de la ceinture principale.

## Description
(39734) Marchiori est un astéroïde de la ceinture principale. Il fut découvert le 14 décembre 1996 à Sormano par Francesco Manca et Paolo Chiavenna. Il présente une orbite caractérisée par un demi-grand axe de 2,37 UA, une excentricité de 0,23 et une inclinaison de 2,6° par rapport à l'écliptique.